# Щуровский цементный завод
Щуровский цементный завод — один из первых цементных заводов России.
Завод (ООО «Холсим (Рус) Строительные Материалы», до 07 августа 2012 года ОАО «Щуровский цемент», до 6 июня 2011 — «Альфа Цемент») расположен в городе Коломна Московской области и входит в состав группы компаний LafargeHolcim c 15 июля 2015 года. Завод имеет полный цикл производства по двум видам цемента: белый и серый.
В 2007 году было принято решение о масштабной модернизации завода, подразумевающей переход производства на современный «сухой» способ, а в 2011 г. состоялось торжественное открытие новой производственной линии. Продолжительность строительных работ, начавшихся во II квартале 2008 года, составила 3 года, а общая сумма инвестиций, вложенных в проект – 550 млн. евро. 
13 июля 2011 года прошла церемония открытия модернизированного завода ОАО "Щуровский цемент" принадлежащего швейцарской группе "Хольцим", в церемонии приняли участие президент Швейцарии Мишлин Кальми-Ре и президент России Дмитрий Медведев. В рамках проекта модернизации была произведена замена двух вращающихся печей "мокрого" способа производства на одну короткую печь "сухого". Швейцарские инвесторы, сопровождавшие руководителей стран, рассказали, что технологии, использованные на новом производстве цемента, позволят сократить выбросы углекислого газа в атмосферу на 20% .
На сегодняшний день техническая мощность завода составляет 2,5 млн.т цемента, на предприятии заняты 450 сотрудников. В 2022 году группа "Хольцим" ушла из России, передав свои предприятия местному менеджменту. Сегодня, завод принадлежит компании "Цементум".